# Thermomix
 (octobre 2023).

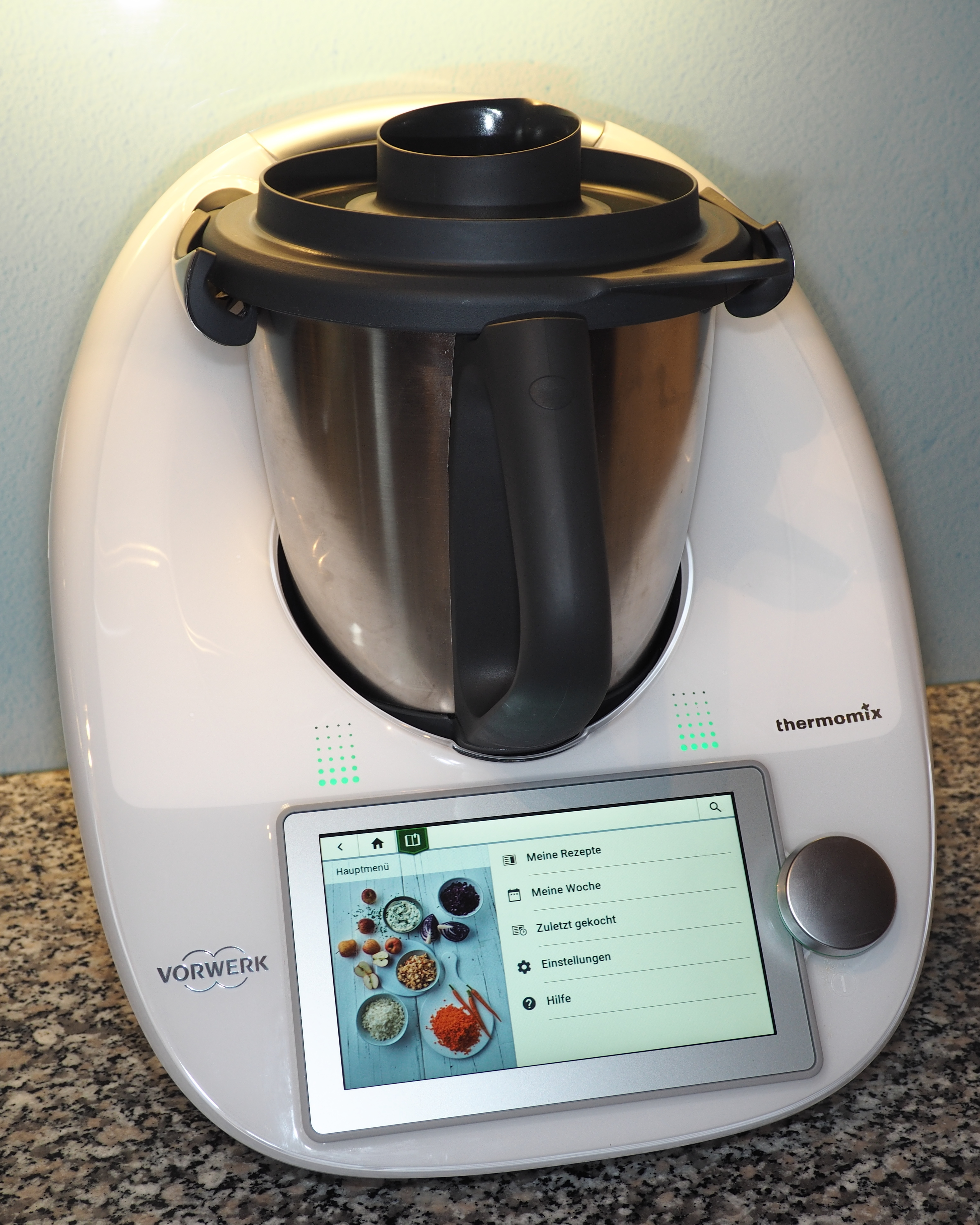
Un Thermomix TM6.

Le Thermomix est un robot de cuisine produit par l'entreprise allemande Vorwerk. Il est fabriqué en France par la société Vorwerk-Semco dans un site de production à Cloyes-sur-le-Loir, en Eure-et-Loir, à 180 000 exemplaires par an, ce qui représente 85 % des robots de la marque vendus dans le monde. Le reste est produit à Wuppertal en Allemagne.

## Description
Le Thermomix est un robot multifonction chauffant qui réalise des recettes variées (entrées, plats, desserts, pâtes - à pain, à brioche…-, sauces, pâtisseries, cocktails).

### Modèles
Les modèles Thermomix commercialisés depuis 1960 sont :
- Thermomix VKM 5 (1961) ;
- Thermomix VM 10 (1964) ;
- Thermomix VM 20 (1968) ;
- Thermomix VM 2000 (1971) ;
- Thermomix VM 2002 (1972) ;
- Thermomix VM 2200 (1977) ;
- Thermomix TM 3000 (1980) ;
- Thermomix TM 3300 (1982) ;

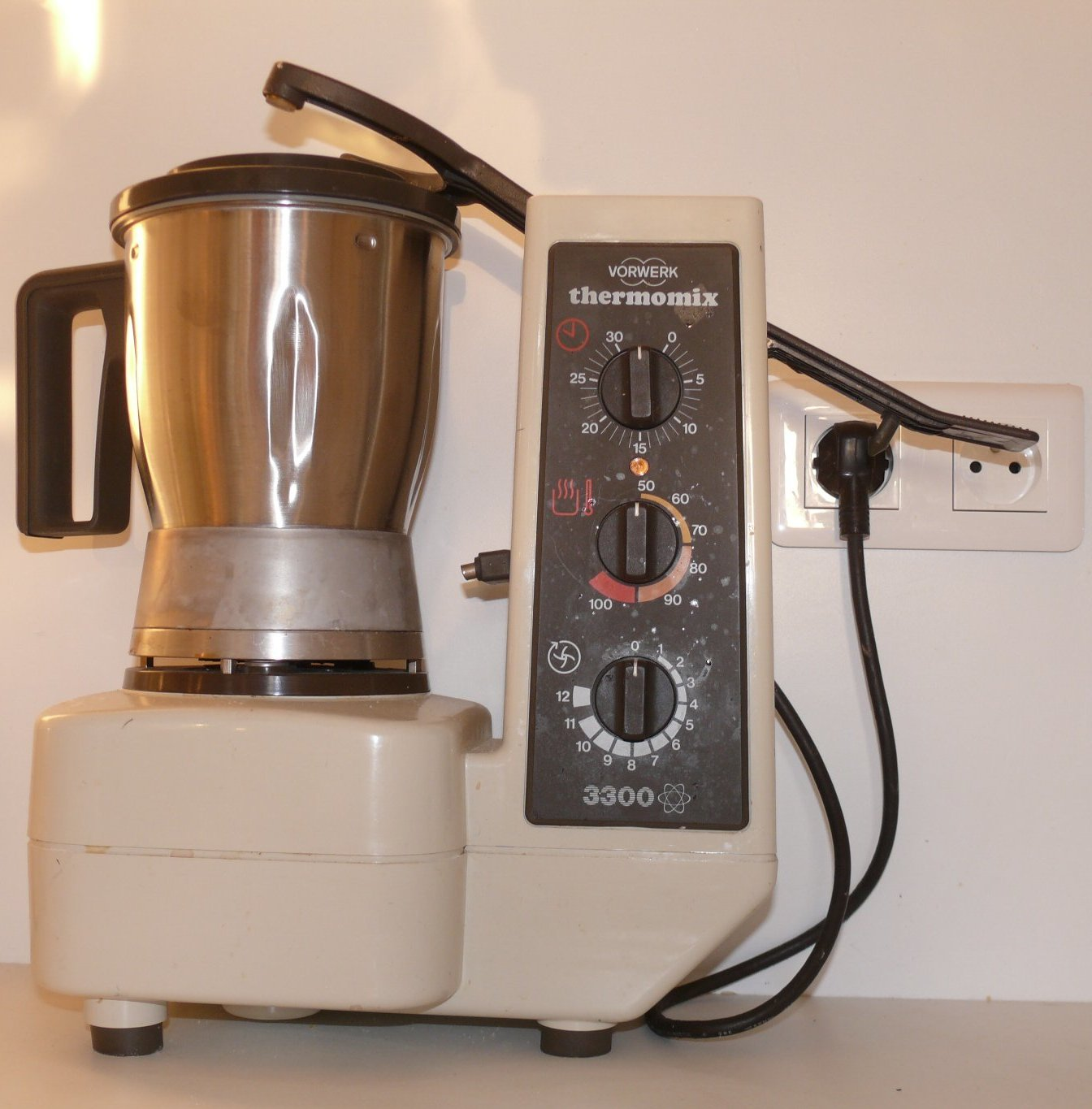
Vue générale du TM 3300.
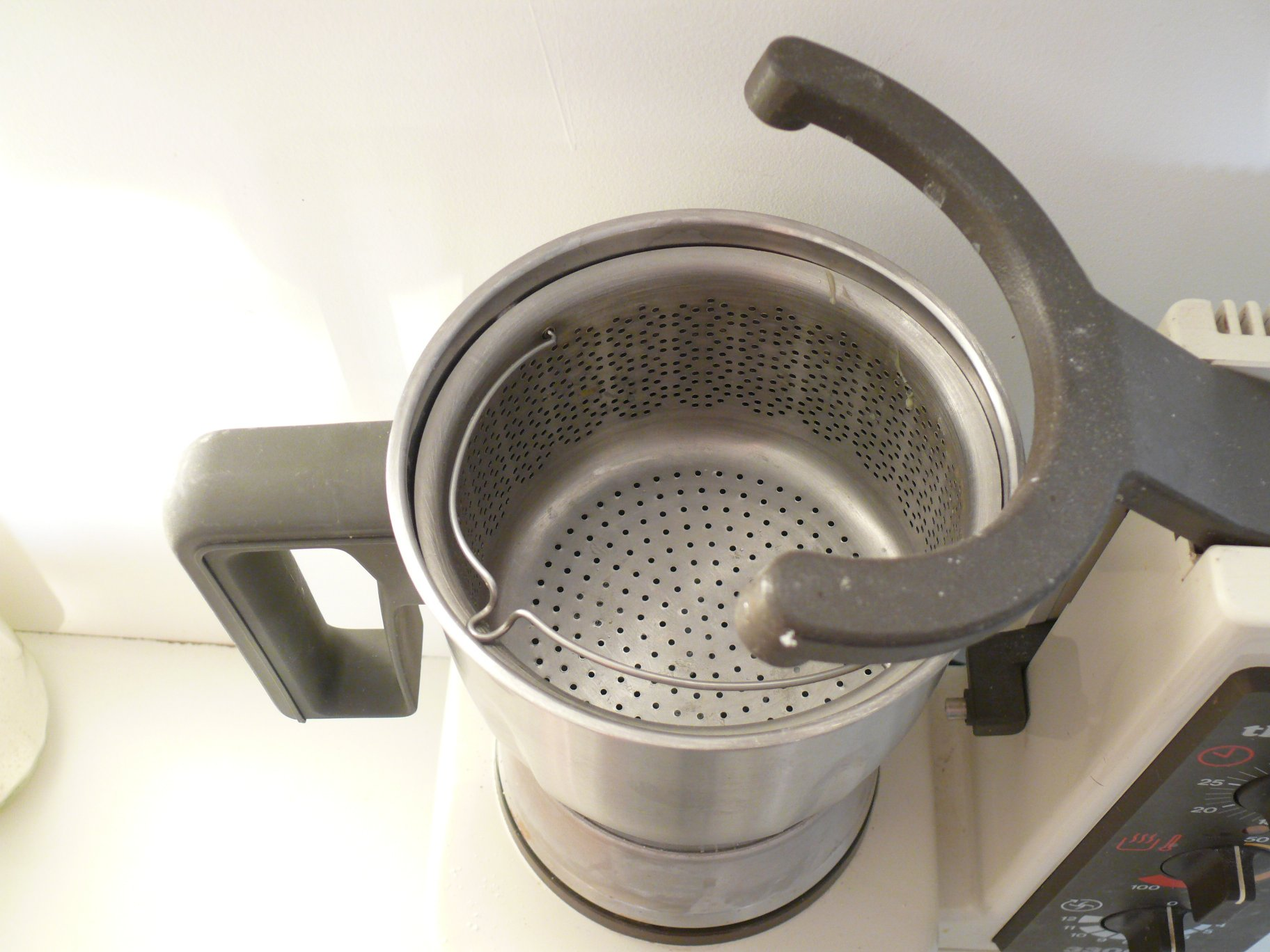
Panier de cuisson.
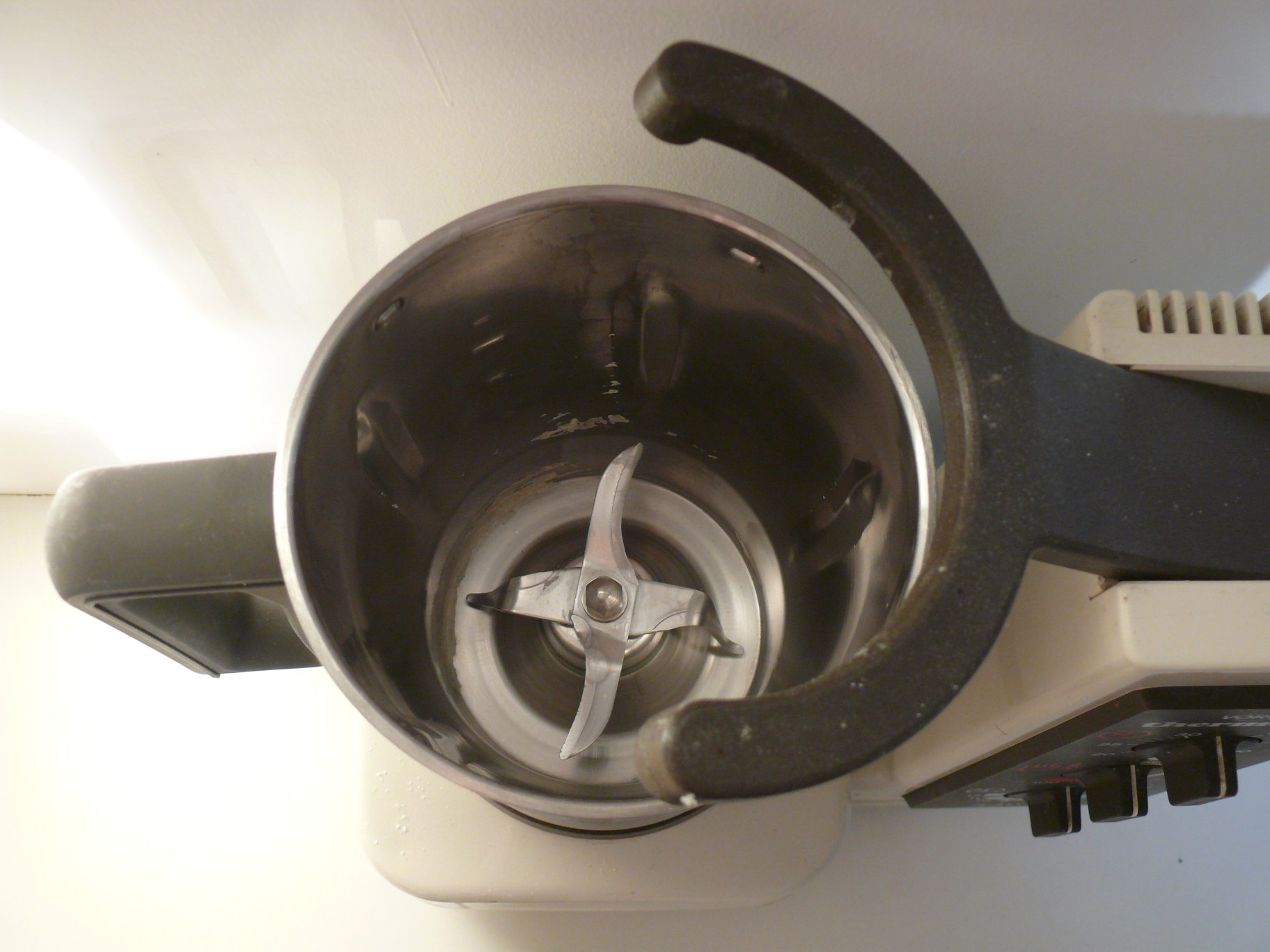
Lames.
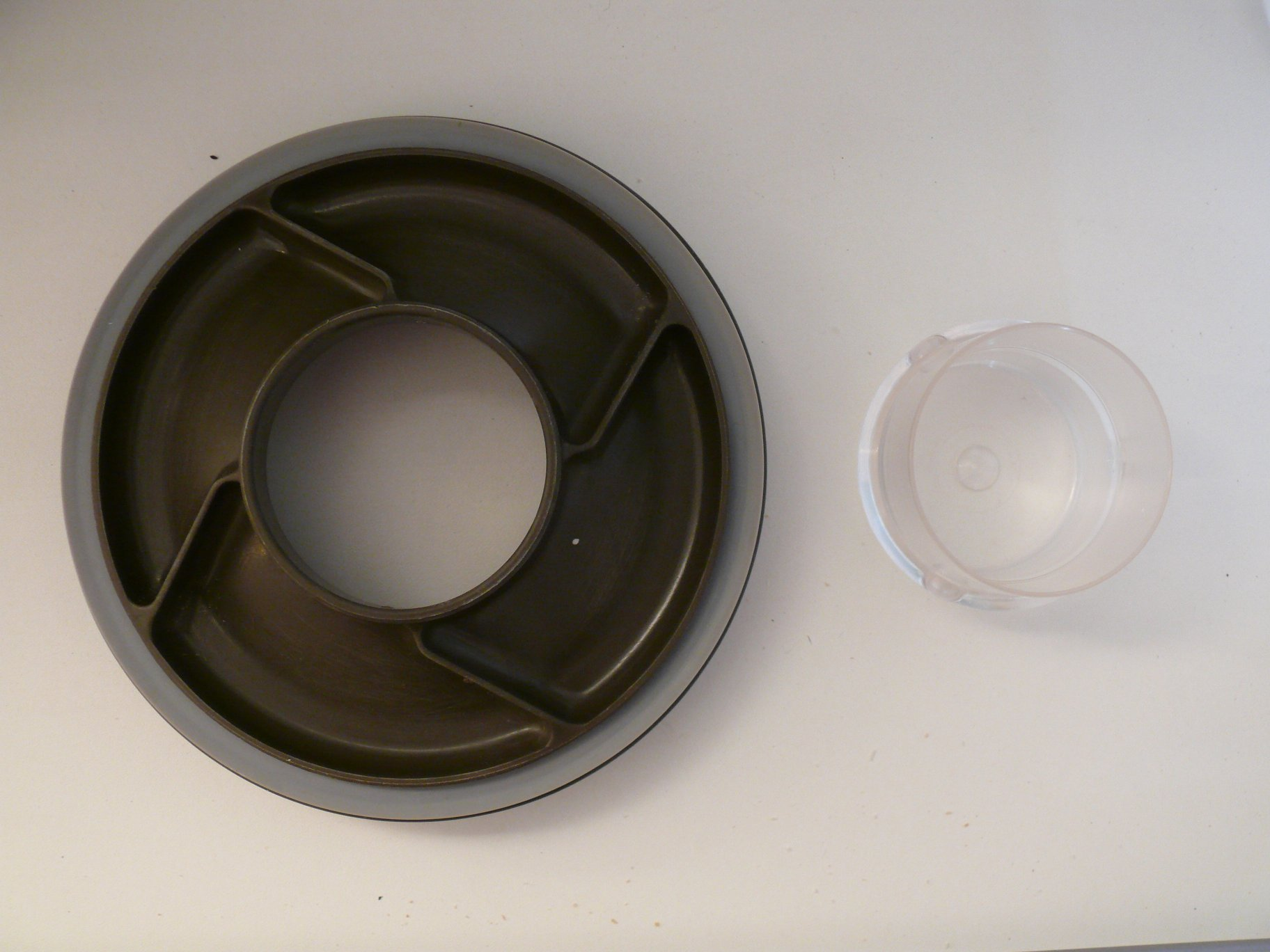
Couvercle et gobelet.

- Thermomix TM 21 (1996) ;
- Thermomix TM 31 (2004) ;

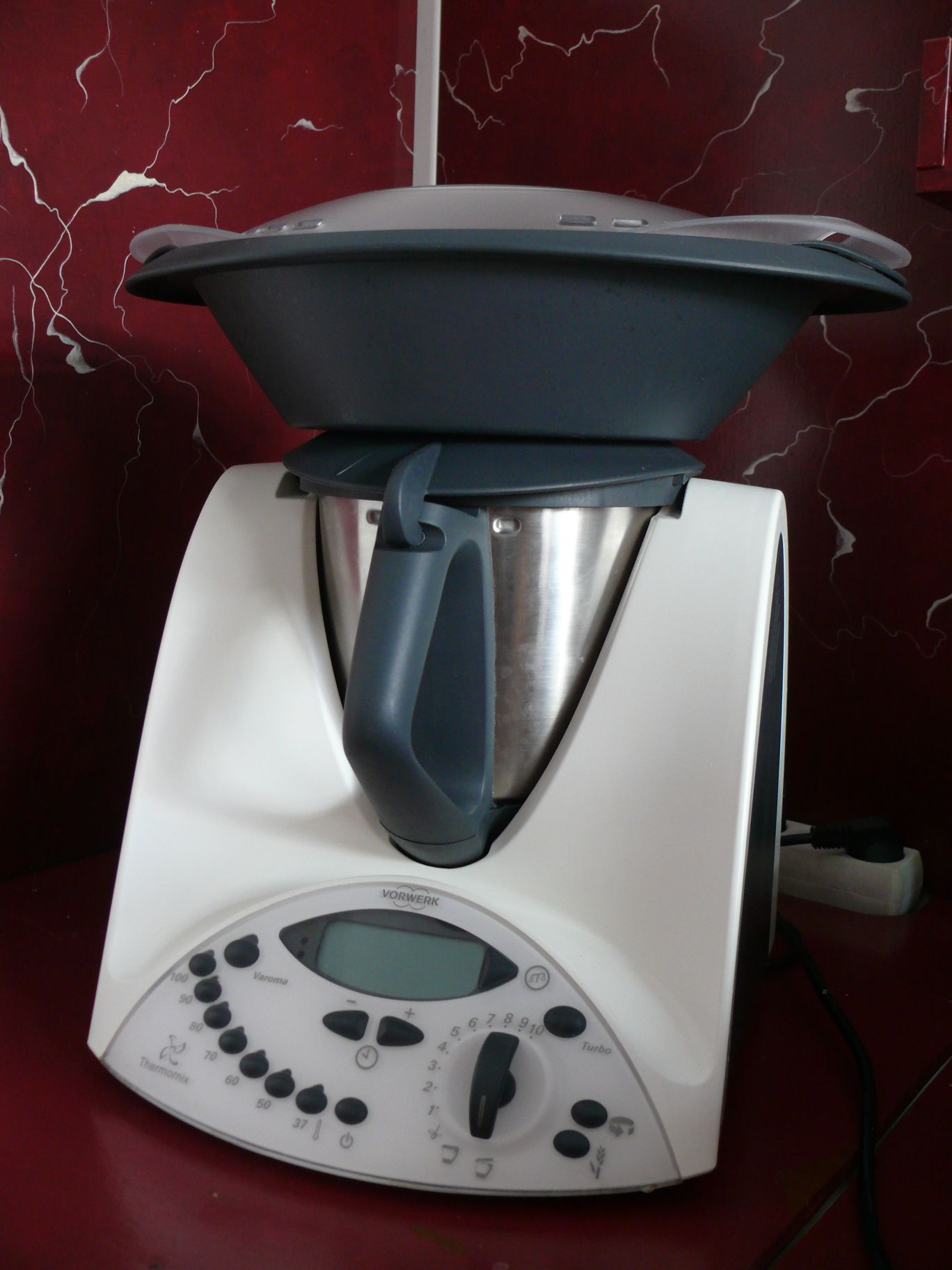
TM 31 équipé du Varoma.
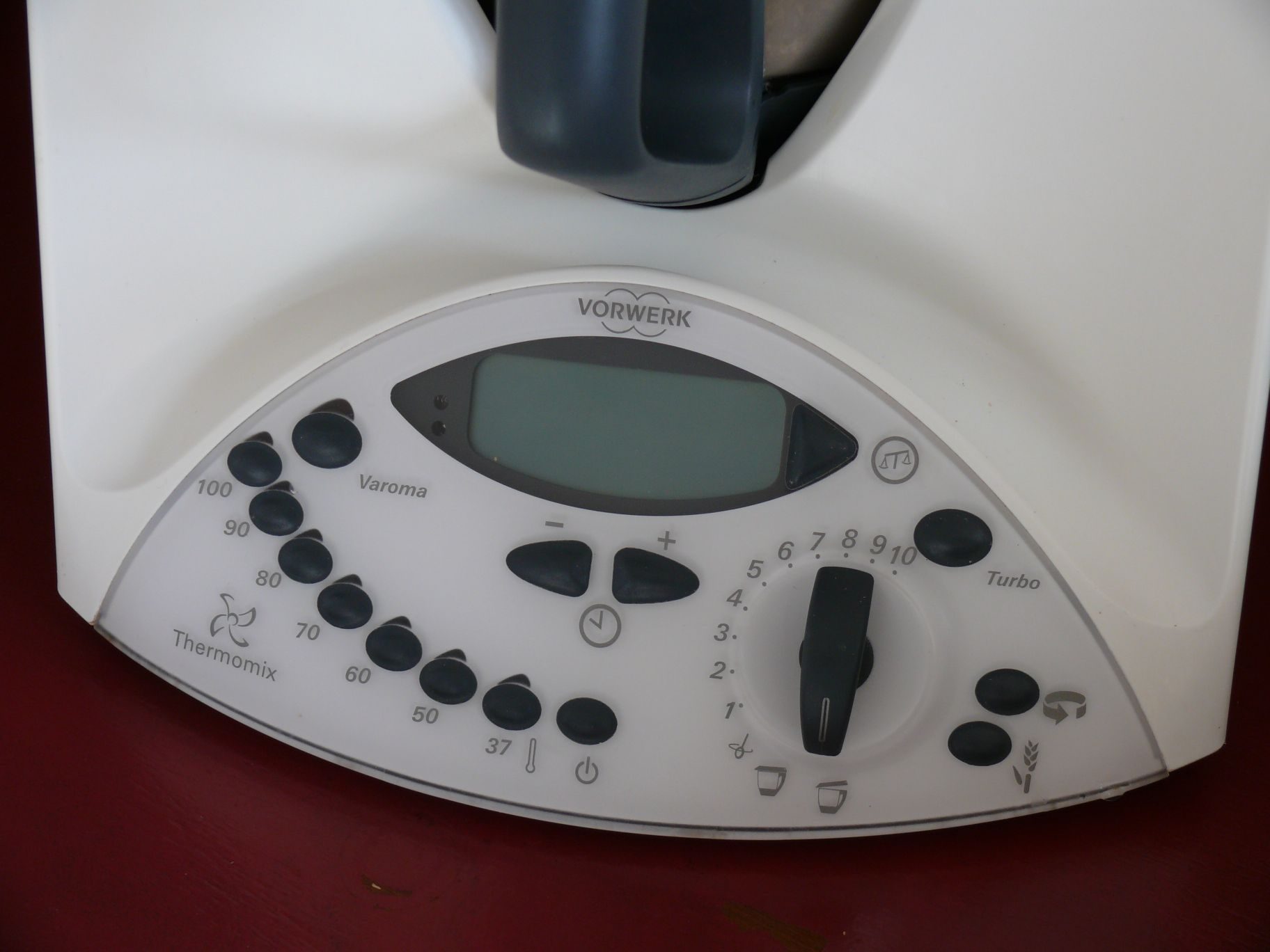
Panneau de commande.
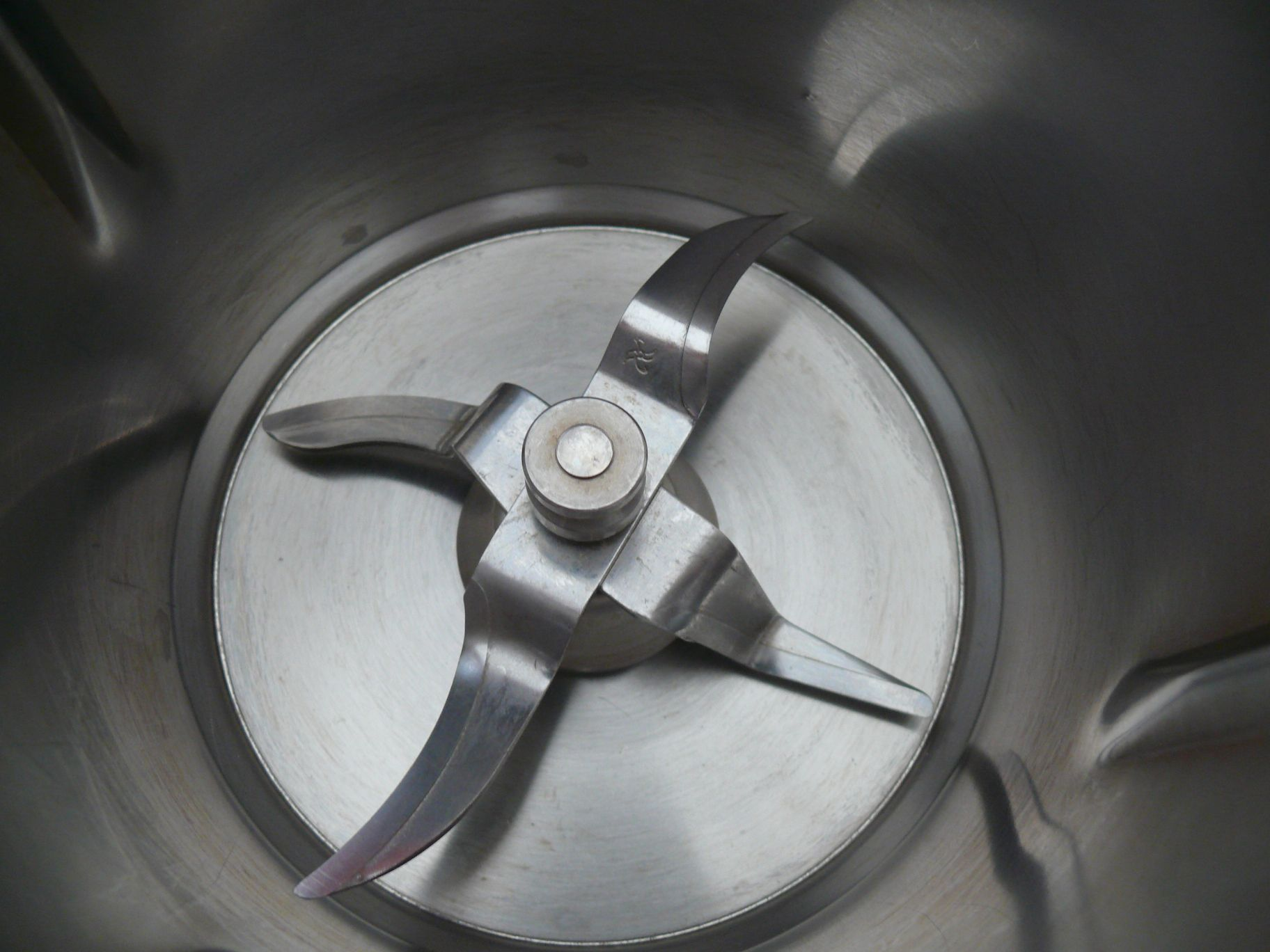
Lames.
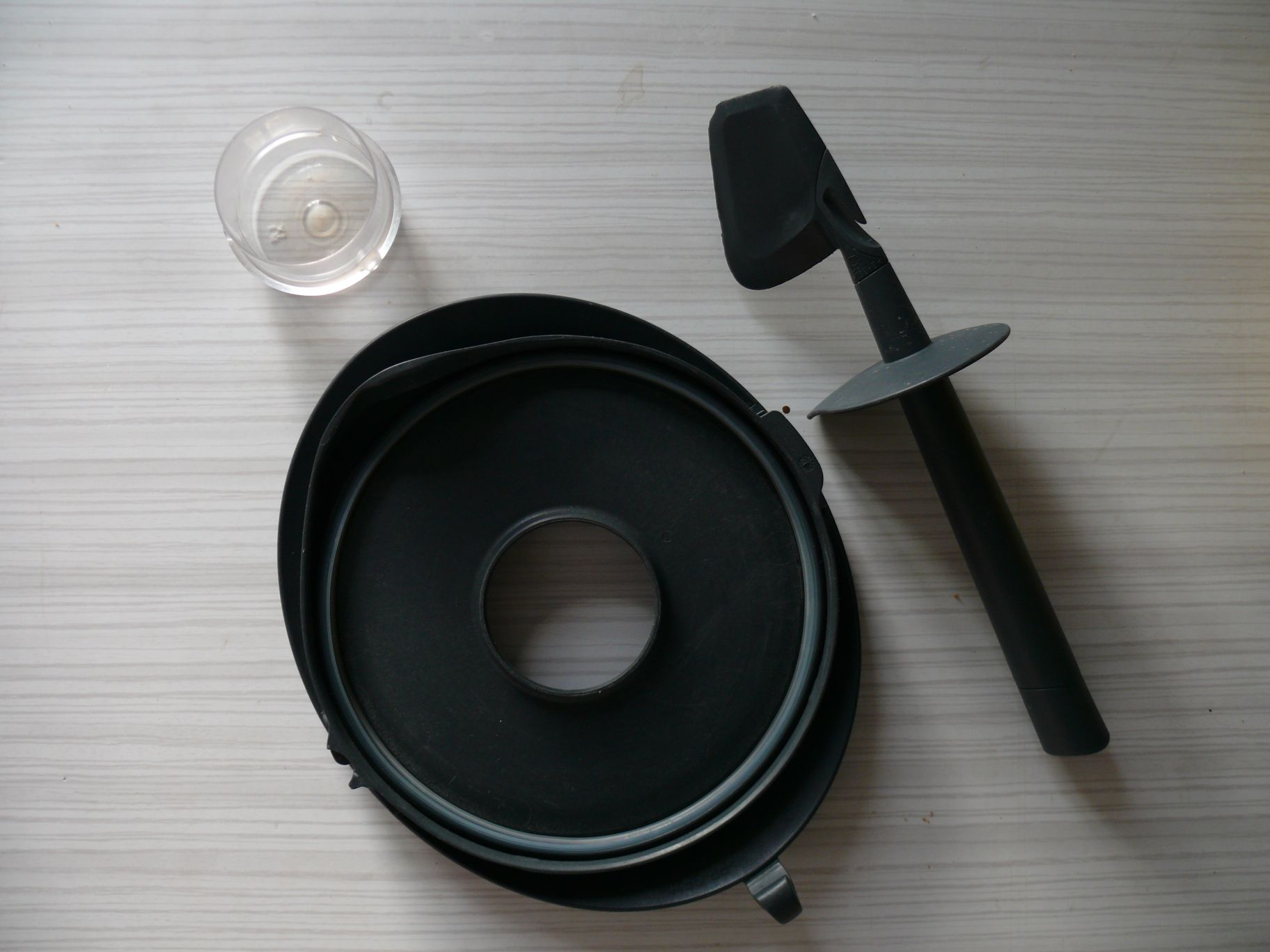
Couvercle, gobelet et spatule.

- Thermomix TM5 (2014), lancé en septembre 2014[4],[5] et qui suscite les critiques de la clientèle pour avoir laissé entendre qu'aucun nouveau modèle ne sortirait avant plusieurs années quelques mois avant[6] ;
- Thermomix TM6 (2019)[7] ;
- Thermomix TM7 (2025).

## Fabrication
Au printemps 2020, l′entreprise Matfer Bourgeat annonce avoir signé un partenariat avec Vorwerk pour fabriquer annuellement 300 000 à 1 million de bol sur plusieurs années pour les Thermomix. En 2021, l′entreprise Matfer Bourgeat signe avec l'entreprise TRA-C industrie un contrat l'emboutissage et la soudure de ces bols.

## Critiques
En 2014, l'entreprise est la cible des critiques de la clientèle Thermomix pour avoir fait croire qu'aucun nouveau modèle ne sortirait avant plusieurs années quelques mois avant la sortie du TM5, tout en enregistrant des commandes qui ne pourront finalement pas être livrées.
En 2018, les critiques déplorent la fragilité du robot, qui n'obtient que 87 % de taux de fiabilité là où ses concurrents atteignent 90 %

## Ventes
Le Thermomix est vendu essentiellement par la vente à domicile, pour laquelle il faut compter un délai de livraison de 15 jours.

### Vente à domicile
Les conseillères et conseillers sont 6 000 en 2013 et 9 000 en 2017, à temps partiel ou temps complet. Leur rôle est d'effectuer des démonstrations lors d’ateliers culinaires, au domicile des clients ou en virtuel. Leur rémunération est définie par une grille tarifaire prédéfinie comprenant entre autres commission sur la vente, sur un atelier culinaire, et primes. Les conseillères sont très présentes sur Internet, les blogs et les réseaux sociaux. 
La vente à domicile représente 82 % de ses recettes en 2017. 

### Boutiques
En 2009, Vorwerk ouvre son premier magasin en Allemagne. En 2017, il y a 50 magasins en Allemagne et 3 en Autriche. En septembre 2017, une boutique Vorwerk ouvre au boulevard des Capucines à Paris.

### Parts de marché
En 2013, l'entreprise vend 180 000 Thermomix. 
En 2014, les ventes sont de 177 000 en France, puis en 2016 de 280 000 pour 700 000 robots multifonctions d'après le Groupement interprofessionnel des fabricants d'appareils d'équipement ménager (Gifam) et GfK. 1,1 million dans le monde. En 2017, l'entreprise réalise 42 % de son chiffre d'affaires avec le robot de cuisine Thermomix et 27 % avec l'aspirateur balai Kobold. La même année, l'entreprise vend 1 million de Thermomix et occupé 75 % des ventes de robots culinaires mixeurs chauffants dans le monde.
En 2017, le premier marché du robot de cuisine est l'Allemagne, suivi par la France.

## Communication et publicité
Vorwerk revendique 300 000 inscrits sur la page Facebook du produit, 19 000 abonnements à sa chaîne YouTube, 75 000 abonnements à son magazine de cuisine et 471 000 inscriptions sur son site Internet de recettes sur lequel les internautes publient leurs réalisations

## Récompenses
Le Thermomix TM6 a été désigné Meilleur Produit de sa catégorie en 2019 par Les Numériques.
Il a été nommé Meilleur choix par l'UFC-Que choisir en 2019 avec la note de 15,3/20.